# Igrzyska Śródziemnomorskie 1997
13. Igrzyska Śródziemnomorskie – trzynaste igrzyska śródziemnomorskie odbywały się między 13 a 25 czerwca 1997 roku w południowych Włoszech w mieście Bari. W imprezie wzięło udział 21 reprezentacji narodowych. W sumie w igrzyskach wystartowało 2956 sportowców (2166 mężczyzn i 790 kobiet).

## Tabela medalowa
| Lp | Kraj                 | Złoto | Srebro | Brąz | Suma |
| -- | -------------------- | ----- | ------ | ---- | ---- |
| 1  | Włochy               | 76    | 62     | 55   | 193  |
| 2  | Francja              | 55    | 44     | 47   | 146  |
| 3  | Turcja               | 28    | 16     | 21   | 65   |
| 4  | Hiszpania            | 18    | 30     | 47   | 95   |
| 5  | Grecja               | 19    | 22     | 21   | 62   |
| 6  | Algieria             | 6     | 8      | 8    | 22   |
| 7  | Chorwacja            | 6     | 16     | 10   | 32   |
| 8  | Słowenia             | 5     | 8      | 10   | 23   |
| 9  | Jugosławia           | 5     | 4      | 13   | 22   |
| 10 | Maroko               | 5     | 4      | 9    | 18   |
| 11 | Egipt                | 3     | 6      | 10   | 19   |
| 12 | Tunezja              | 2     | 3      | 9    | 14   |
| 13 | Syria                | 2     | 1      | 2    | 5    |
| 14 | Cypr                 | 0     | 3      | 4    | 7    |
| 15 | Bośnia i Hercegowina | 0     | 1      | 1    | 2    |
| 15 | Albania              | 0     | 1      | 1    | 2    |
| 15 | Malta                | 0     | 1      | 1    | 2    |
| 18 | San Marino           | 0     | 1      | 0    | 1    |
|    | Suma:                | 230   | 231    | 269  | 730  |

## Dyscypliny
- Boks  (szczegóły)
- Gimnastyka sportowa  (szczegóły)
- Judo  (szczegóły)
- Kajakarstwo  (szczegóły)
- Karate  (szczegóły)
- Lekkoatletyka  (szczegóły)
- Pływanie  (szczegóły)
- Podnoszenie ciężarów  (szczegóły)
- Strzelectwo  (szczegóły)
- Szermierka  (szczegóły)
- Tenis ziemny  (szczegóły)
- Wioślarstwo  (szczegóły)
- Zapasy  (szczegóły)
- Żeglarstwo  (szczegóły)